# جمال (مدينة)
جمّال، مدينة تقع في قسم الوسط الشرقي من تونس تتبع إداريًا لولاية المنستير وتبعد عن مدينة المنستير حوالي 18 كيلومتر جنوبا، بلغ عدد سكانها عام 2014 ما يقارب 50275 نسمة. يحدها من الشمال مدينة زاوية قنطش، ومن الشرق مدينة طوزة، ومن الغرب مدينة منزل الكامل ومن الجنواب مدينتي بني حسان و زرمدين، تقسم إلى 9 عمادات : جمال الشرقية ،جمال الغربية، جمال الشمالية، جمال الجنوبية، زاوية قنطش، بير الطيب، منزل كامل، الهدادرة والطيايرة.
تشتهر المدينة بمسجدها الكبير التاريخي وتقع في وسط منطقة بساتين الزيتون. يقام فيها كل عام في نوفمبر أو ديسمبر مهرجان خلال موسم قطف الزيتون، وهي مركز صناعي مهم للمنسوجات والتصنيع ؛ توظف الصناعة التحويلية حوالي نصف السكان في جمال. تم إنشاء منطقة صناعية في عام 2005 على مساحة 7.5 هكتار (0.03 ميل مربع) على طول الطريق الذي يربط جمال بمدينة المكنين.

## الاقتصاد والتجارة
تعتبر مدينة جمال مركزا تجاريا هاما في منطقة الساحل التونسي.
و قد اشتهرت خاصة في ميدان صناعة الآجر إذ اعتبرت في السبعينات وخاصة الثمانينات من القرن الماضي، قطب هذه الصناعة في البلاد التونسية وقد كان لهذه الصناعة اشعاعا كبيرا حتى لدى الدول المجاورة.
أضف إلى ذلك تعتبر المدينة مركزا هاما لصناعة الملابس الجاهزة الموجهة للاسواق المحلية وخاصة العالمية.كما يستأثر مجال النجارة والخشب بعدد كبير من اليد العاملة من أبناء المدينة ويعتبر قطاعا هاما وحساسا في اقتصاد المدينة والمناطق المجاورة. في القطاع الفلاحي في شهري نوفمبر وديسمبر، تحتفل مدينة جمال بجني الزيتون وذلك لأنها تقع في منطقة الساحل التونسي وهي من أهم المناطق المنتجة لزيت الزيتون في تونس.

## السكان
تتركز التجمعات السكانية في الضواحي وتقل حول مركز المدينة حيث تكثر المتاجر والمراكز الإدارية كقصر البلدية والمعتمدية ومحكمة الناحية. كما توجد مراكز ترفيهية وثقافية كالمكتبة العمومية ودار الثقافة ونوادي الأطفال.
بينما تتركز معامل الآجر في الضواحي ومن أشهر الجوامع الموجودة جامع المراركشيّة، نسبة إلى مدينة مرّاكش بالمغرب، وهو أول جامع بجمّال، جامع المكي، جامع البرجي، جامع البشير سالم بالخيرية، جامع السلام الذي تم تشييده بشارع الهادي نويرة طريق بني حسّان

## أعلام
- محمد مهدي مليكة
- جمال قمرة
- نزيهة زروق
- صلاح الدين بلعيد
- عبير موسي